# 人类生物学
人类生物学（英語：human biology）是一个跨学科的学术研究领域，通过遗传学、演化生物学、生理学、解剖学、流行病学、人类学、生态学、营养学、群体遗传学和社会文化影响等诸多不同领域以及这些领域之间的相互作用来研究人类。它与生物医学、生物人类学和其他与人类功能各方面相关的生物学领域密切相关。直到20世纪，生物老年学家、《人类生物学》期刊的创始人雷蒙德·珀尔才开始使用“人类生物学”一词来描述生物学一个单独的子领域。
人类生物学也可以用来描述人体的所有生物方面，通常将人体作为哺乳动物的模式生物来研究。在此背景下，它是许多本科学位与项目的基础。  
人类生物学的大多数方面与一般哺乳动物生物学相同或非常相似。这种相似性的例子包括：
- 人类能够保持体温
- 人类具有内骨骼
- 人类具有循环系统
- 人类具有神经系统来提供感觉信息并操作和协调肌肉活动
- 人类具有生殖系统可以在分娩时直接诞下幼崽并分泌乳汁
- 人类具有内分泌系统以调节激素和其他生化信号剂
- 人类具有呼吸系统以将空气吸入肺部并用氧气来产生能量
- 人类具有免疫系统来预防疾病
- 人类以尿液和粪便的形式排出废物

## 典型人类特征
人类与其他哺乳动物的显著不同之处是人类生物学研究的关键方面。
人类的头部有一个相对体型而言体积非常大的大脑。这个巨大的大脑具有许多独特的特征，包括能够发展复杂语言以及拥有制造和使用一系列复杂工具的能力。
直立姿势和双足行走并不是人类独有的，但人类是唯一几乎完全依赖这种运动方式的物种。这导致了人體骨架结构的显著变化，包括骨盆、股骨以及头部的关节。
人类寿命与大多数其他哺乳动物相比十分长，发达国家的平均死亡年龄接近80岁。人类也拥有所有哺乳动物中最长的童年期，性成熟平均需要12至16年。
人类缺乏皮毛。虽然人类有残留的细毛覆盖，这在某些男性中可能更发达，并且在头部、腋窝和阴部有局部毛发覆盖，但从御寒角度而言，人类几乎是赤身裸体。这其中的原因仍然存在很大争议。
人眼可以看到有颜色的物体，但不能很好地适应弱光条件。尽管人类存在嗅觉和味觉，但相对不如其他多数哺乳动物。人类的听力很有效，但缺乏其他一些哺乳动物的敏锐度。同样，人类的触觉也很发达，特别是在执行灵巧任务的手上，但灵敏度仍然明显低于其他一些动物，特别是猫之类拥有感觉毛的动物。

## 科学研究
人类生物学作为一门学科试图理解和促进对人类作为一种生命的研究。它利用实验、观察等科学方法，详细描述人类生命的生物化学和生物物理基础，并系统阐述其中的过程。作为一门基础科学，它为医学提供了知识基础。其子学科包括解剖学、细胞生物学、组织学与形态学等。

## 医学
人类大脑的能力和人类制造与使用工具的灵巧性使人类能够通过科学实验来了解自身的生物学，包括使用解剖、尸检、预防医学等手段，而这反过来又使人类能够通过了解和减轻疾病的影响而延长寿命。
对人类生物学的了解促进了对哺乳动物生物学以及所有生物体生物学的更广泛了解。

## 营养学
人体所需要的营养是典型的哺乳动物杂食性营养，需要碳水化合物、脂肪、蛋白质、维生素和矿物质的均衡摄入。然而，人类饮食还有一些非常特殊的需求。其中包括α-亚麻酸和亚油酸两种特定的氨基酸，没有它们的话生命从中长期而言是不可持续的。所有其他脂肪酸都可以从膳食脂肪中合成。同样，人类需要一系列维生素，如果这些维生素缺失或摄入量过低则会导致代谢紊乱，最终可能导致死亡。人类的新陈代谢与大多数其他哺乳动物相似，只是需要摄入维生素C以预防坏血病和其他缺乏症。与其他许多哺乳动物中不同的是，人类可以利用来自太阳的自然紫外线照射皮肤来合成维生素D3。这种能力在哺乳动物世界中可能很普遍，但很少有其他哺乳动物与人类一样拥有几乎裸露的皮肤。人的皮肤越黑，它产生的维生素D3就越少。

## 其他生物
人类生物学的研究对象还包括所有生活在人体上或体内的生物。此类生物包括寄生昆虫（如跳蚤和蜱虫）、寄生虫（如肝吸虫）、细菌与病毒病原体等。与人类生物学相关的生物包括许多大肠中的专门生物群落以及皮肤、咽部和鼻部区域的生物菌群。许多这些生物组合可以保护人类免受伤害并有助于消化，并且现在已知它们对人类情绪和幸福感有复杂的影响。

## 社会行为
所有文明中的人类都是社会动物，并使用他们的语言以及制造工具的技能进行交流。
这些沟通技巧使文明得以发展，并为艺术、文学和音乐的生产以及技术的发展提供了条件。所有这些都完全取决于人类的生物学特殊性。
这些技能使得人类能够主宰陆地生物群系，但这种发展却损害到了大多数其他物种。